# Windhaag bei Perg
Windhaag bei Perg là một đô thị thuộc huyện Perg thuộc bang Oberösterreich, Áo. Đô thị Windhaag bei Perg có diện tích 19,2 km², dân số thời điểm năm 2006 là 1412 người.